# Graziela Barduco
Graziela Barduco (Registro, São Paulo, Brasil em 26 de agosto de 1982) é uma escritora, cordelista, atriz e artista brasileira. É ex-modelo e mestra em Artes da Cena pela Escola Superior de Artes Célia Helena. Atualmente faz Doutorado em Educação pela Universidade Municipal de São Caetano do Sul. É graduada em Cinema pela FAAP, pós-graduada em Artes Cênicas pela FPA, em Interpretação para Musical pela ESCH e em Administração pela UNIP, e é autora de diversos títulos entre livros de poesia, livros infantis e livretos de cordel. Foi orientanda de Liana Ferraz na pós-graduação em Interpretação para Musical e no Mestrado, e aluna de Antônio Nobrega e Rosane Almeida.

## Biografia
Iniciou suas instruções artísticas em  1988, ao estudar piano e canto coral, pelo Conservatório Dramático e Musical de Registro até 1996. De 1991 a 1996 estudou também ballet e jazz pela Academia Zulmira Gatto e pela Devellope Academy, bem como estudou teatro pela escola George Bento de 1995 a 1996. 
Em 1998 e 1999, morando na cidade de Campinas, no estado de São Paulo, estudou interpretação com a professora Regina Valim, pelo Conservatório Carlos Gomes de Campinas. Em 1999, estudou também interpretação com o professor João André, no Liceu Salesiano Nossa Senhora Auxiliadora. Participou ainda de diversas oficinas de técnicas para interpretação neste período de 1994 a 2000.
No ano 2000 iniciou a faculdade de Comunicação Social, com habilitação em Cinema, na Fundação Armando Álvares Penteado (FAAP). Ainda durante a faculdade, além de trabalhar como atriz, trabalhou também na produção de diversos curtas-metragens e, no ano de 2002, já na metade do curso, começou a concentrar seus estudos em montagem e edição de vídeo, tendo, a partir daí, participado como editora de vídeo em diversos curtas, realizados em MiniDv, bem como em 16 mm. Formou-se na faculdade no ano de 2004 e, na seqüência, iniciou diversos cursos especializados em edição de vídeo pela DRC Treinamentos e Consultoria, na mesma época em que começou a trabalhar como editora de vídeo free lancer.
De 2005 a 2006 trabalhou como assistente de edição de vídeo de Cristina Amaral, na produtora Extrema Produção Artística, tendo trabalhado na finalização de longas-metragens. Em 2007 trabalhou como editora de vídeo na gravadora Building Records, onde realizou diversos comerciais para a empresa, bem como programas para o Portal Dance Total.
Em 2008, trabalhando como editora de vídeo free lancer novamente, passou também a trabalhar como modelo e atriz, integrando o casting da agência Daphne Model Agency até o ano de 2010.
Em julho de 2010 passou a integrar o casting da agência Elite Models Brasil até setembro de 2012, quando a direção desta agência decidiu dissociar-se de sua marca de origem e fechar a agência como tal, tornando-se outra organização. A partir daí, pediu desligamento da mesma e passou a trabalhar sem exclusividade com agência alguma, bem como retomou seus estudos de interpretação, canto e dança. Em outubro de 2014 fundou a Cia Cordiais, focada no público infantil (companhia da qual foi atriz, diretora), bem como integrou a Cia Actomas, focada na desglamourizacão do teatro, através de performances que priorizam a proximidade com o público, e a Cia Makuná, formada através de várias pesquisas e experimentações teóricas e práticas no meio cênico, musical e do movimento.
Fez pós-graduação em Artes Cênicas na Faculdade Paulista de Artes, em Interpretação para Musical na Escola Superior de Artes Célia Helena e em Administração na Universidade Paulista. 
Em 2016 teve seu artigo Eficácia da Estética do Teatro de Revista, Segundo Experiência da Cia da Revista publicado no periódico científico Arte Revista e em 2019 teve seu artigo A Recepção do Teatro Infantil pelo seu Público-Alvo, Refletindo na Formação de um Futuro Espectador publicado na revista científica Olhares. Ainda em 2019 publicou seu primeiro livro, Na Rima da Menina, pela Editora Versejar e, em 2020, publicou seu segundo, Lutei Contra 100 Leões - Todos os 100 Eram Jumentos, pela Editora Feminas, bem como seu primeiro livro infantil,  A Menina e o Pé, pela Editora Guismofews.  
Em 2020 publicou seu primeiro folheto de cordel, Cordel para Gi, pela Editora Cordelaria Castro e foi uma das fundadoras do coletivo Teodoras do Cordel, grupo com o objetivo de difundir e divulgar o cordel feito por mulheres.
Assim que seu filho Davi nasceu, publicou seu segundo livro infantil, O Sapinho e O Bumbum, pela editora Historinhas pra Contar, em homenagem a ele. 
Seu mais recente livro de poesias é o Sutil Leveza: o que na alma pesou, em verso se libertou, pela Edições e Publicações. 
Graziela Barduco segue publicando, bem como participa constantemente de eventos literários no Brasil e no exterior.
Recentemente, iniciou seu doutorado em Educação, na Universidade Municipal de São Caetano do Sul (USCS), ampliando sua pesquisa acerca da Literatura de Cordel.